# Trinidad (Colombia)
Trinidad è un comune della Colombia facente parte del dipartimento di Casanare.
L'abitato venne fondato da Juan Rivero e da un gruppo di indios Chiricoas nel 1724.